# Bugatti Centurion
Bugatti Centurion (на внешнем рынке Bugatti Centodieci) — среднемоторный спортивный автомобиль, выпускавшийся в Мольсеме компанией Bugatti Automobiles S.A.S. с июня по декабрь 2022 года. Являлся подражанием Bugatti EB110 и приурочен к 100-летию производителя Bugatti.

## История
Впервые Bugatti Centurion был представлен 16 августа 2019 года в Калифорнии. По сути, он на 20 кг легче, чем Bugatti Chiron.
Модель выпускалась серийно с июня по декабрь 2022 года. Всего в общей сложности было выпущено 10 экземпляров по цене 8 миллионов евро. Последний Centurion сошёл с конвейера 19 декабря 2022 года.
В отличие от Chiron, автомобиль оснащён дополнительным воздухозаборником рядом с масляным радиатором и стеклянной крышкой моторного отсека.

## Особенности
Bugatti Centurion оснащён шестнадцатицилиндровым двигателем W16 с четырьмя турбонаддувами объёмом 8 л, мощностью 1176 кВт (1600 л. с.) при 7000 об/мин. Максимальная скорость ограничена до 380 км/ч.
До 100 км/ч автомобиль разгоняется за 2,4 секунды, до 200 км/ч — за 6,1 секунды, а до 300 км/ч — за 13,1 секунды.

## Галерея

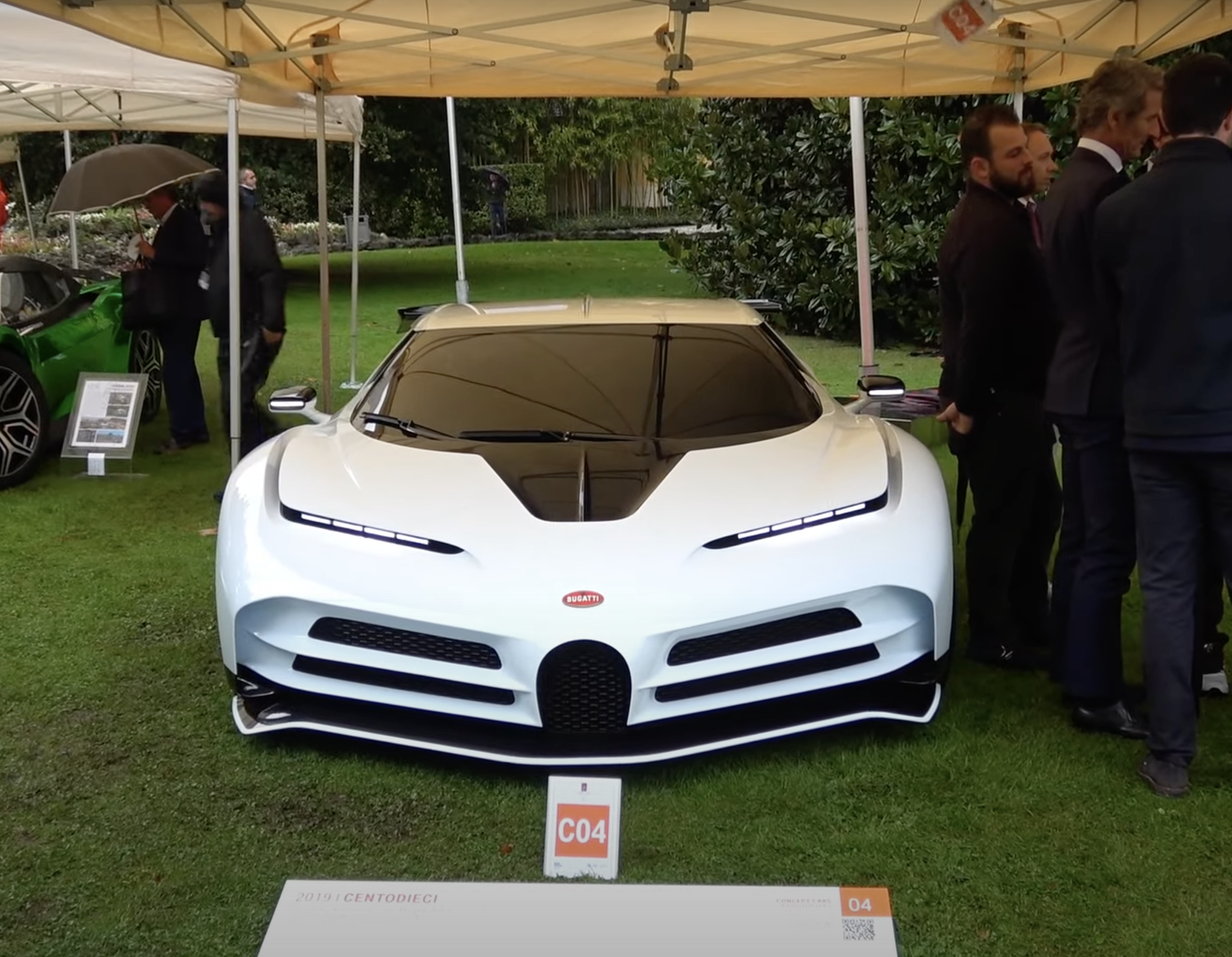
Вид спереди
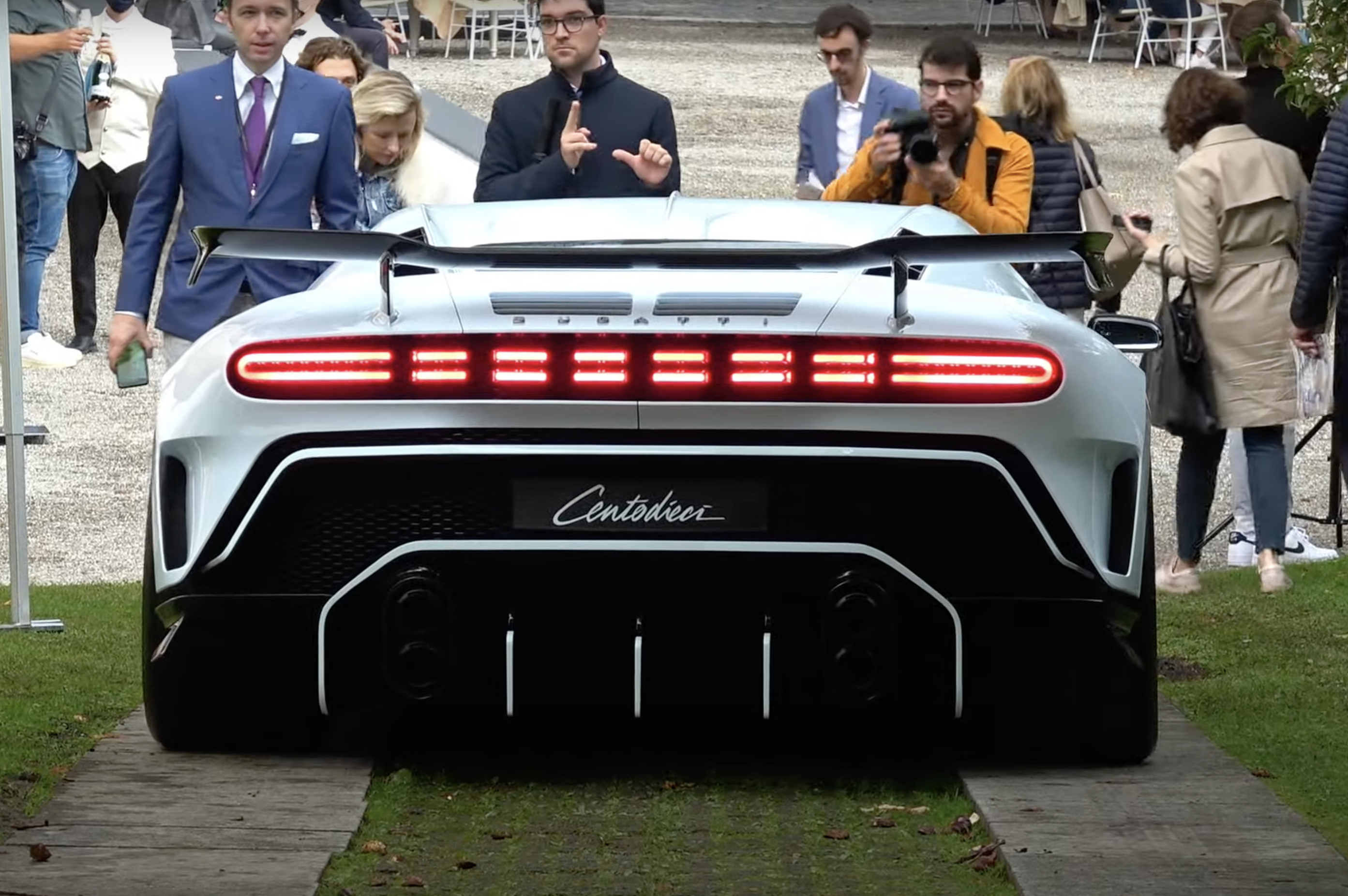
Вид сзади